# Marlo Kelly
Marlo Kelly (Sídney, 21 de noviembre de 1997) es una actriz australiana, conocida por aparecer en series de televisión como Home and Away (2015-2016) como Skye Peters, Patricia Moore (2018) como Patricia, Dare Me (2019-2020) como Beth Cassidy y 3 Body Problem (2024) como Tatiana Haas.

## Filmografía
- Vampir (2016) como Mira
- Home and Away (2015-2016) como Skye Peters
- Nobody Hangs Out Anymore (2017) como Poppy[4]
- Patricia Moore (2018) como Patricia
- Chlorine (2019) como Beth
- Dare Me (2019-2020) como Beth Cassidy[5]
- Joe vs. Carole (2022) como Jamie Murdock[6]
- 3 Body Problem (2024) como Tatiana Haas.[7]